# Vláda Ehuda Olmerta
Vláda Ehuda Olmerta, která byla v pořadí třicátou první izraelskou vládou, byla vytvořena 4. května 2006 po březnových parlamentních volbách. Sestávala ze stran Kadima, Strana práce, Šas a Gil. V listopadu 2006 s jedním z koaličních partnerů stala pravicová strana Jisra'el bejtejnu, vládu však opustila v lednu 2008 na protest proti mírovým jednáním s palestinskou samosprávou. Olmertova vláda vládla až do předčasných voleb v březnu 2009, kdy ji nahradila druhá Netanjahuova vláda pod vedením strany Likud.

## Události během této vlády
V první rok Olmertovy vlády došlo k druhé libanonské válce, kterou Izrael vedl proti libanonskému hnutí Hizballáh. Konflikt však skončil, aniž by se podařilo dosáhnout stanovených cílů, za což byla vláda kritizovaná jak veřejností, tak Winogradovou vyšetřovací komisí. Olmert se angažoval v mírovém procesu, a to jak s palestinskou autonomií, tak se Sýrií. Ani jeden z pokusů nebyl úspěšný. V září 2007 podniklo izraelské letectvo útok v rámci operace Ovocný sad, při němž vybombardovalo budovaný syrský jaderný reaktor. Na přelomu let 2008 a 2009 podnikla izraelská armáda rozsáhlou ofenzivu v Pásmu Gazy, známou jako operace Lité olovo, v reakci na neustálé palestinské raketové útoky.
Během své vlády byl Olmert několikrát obviněn z korupce, které se měl dopustit v dřívějších letech na různých postech ve státní správě. Pro tato obvinění byl vyšetřován, což byl jeden z důvodů, proč se rozhodl nekandidovat ve stranických primárkách Kadimy v roce 2008. Po nich rezignoval na premiérskou funkci, a poté, co se úřadující premiérce Cipi Livniové nepodařilo sestavit vládu, byly vypsány předčasné volby. Olmert byl nakonec v několika případech státním zástupcem obžalován z korupce – vůbec poprvé tak byl z podobného trestného činu obžalován bývalý izraelský premiér.
Prvenstvím Olmertovy vlády bylo, že jako historicky první měla za člena ministra, který byl izraelský Arab, vyznáním muslim. Šlo o Gháliba Madžádalu, který byl nejprve ministrem bez portfeje a následně ministrem vědy, kultury a sportu.

## Seznam členů vlády
Funkční období vlády trvalo od 4. května 2006 do 31. března 2009. V pořadí 31. izraelská vláda se skládala z následujících ministrů:
| portfej                                                  | ministr/yně          | funkční období          | strana            |
| -------------------------------------------------------- | -------------------- | ----------------------- | ----------------- |
| předseda vlády                                           | Ehud Olmert          | celé                    | Kadima            |
| vicepremiér                                              | Šimon Peres          | 04/05/2006 – 13/06/2007 | Kadima            |
| vicepremiér                                              | Chajim Ramon         | 04/07/2007 – 31/03/2009 | Kadima            |
| úřadující premiér                                        | Cipi Livniová        | celé                    | Kadima            |
| místopředseda vlády                                      | Amir Perec           | 04/05/2006 – 18/06/2007 | Strana práce      |
| místopředseda vlády                                      | Šaul Mofaz           | celé                    | Kadima            |
| místopředseda vlády                                      | Eli Jišaj            | celé                    | Šas               |
| místopředseda vlády                                      | Avigdor Lieberman    | 30/10/2006 – 18/01/2008 | Jisra'el bejtejnu |
| místopředseda vlády                                      | Ehud Barak           | 18/06/2007 – 31/03/2009 | Strana práce      |
| ministr absorpce imigrantů                               | Ze'ev Boim           | 04/05/2006 – 04/07/2007 | Kadima            |
| ministr absorpce imigrantů                               | Ja'akov Edri         | 04/07/2007 – 14/07/2008 | Kadima            |
| ministr absorpce imigrantů                               | Eli Aflalo           | 14/07/2008 – 31/03/2009 | Kadima            |
| ministr bydlení a výstavby Izraele                       | Me'ir Šítrit         | 04/05/2006 – 04/07/2007 | Kadima            |
| ministr bydlení a výstavby Izraele                       | Ze'ev Boim           | 04/07/2007 – 31/03/2009 | Kadima            |
| ministr diaspory, společnosti a boje proti antisemitismu | Jicchak Herzog       | 21/03/2007 – 31/03/2009 | Strana práce      |
| ministr dopravy                                          | Šaul Mofaz           | celé                    | Kadima            |
| ministr financí                                          | Avraham Hirschson    | 04/05/2006 – 03/07/2007 | Kadima            |
| ministr financí                                          | Roni Bar-On          | 04/07/2007 – 31/03/2009 | Kadima            |
| ministr komunikací                                       | Ariel Atias          | celé                    | Šas               |
| ministr náboženských služeb                              | Jicchak Kohen        | 14/01/2008 – 31/03/2009 | Šas               |
| ministr národní infrastruktury                           | Benjamin Ben Eliezer | celé                    | Strana práce      |
| ministr obrany                                           | Amir Perec           | 04/05/2006 – 18/06/2007 | Strana práce      |
| ministr obrany                                           | Ehud Barak           | 18/06/2007 – 31/03/2009 | Strana práce      |
| ministr ochrany životního prostředí                      | Gideon Ezra          | celé                    | Kadima            |
| ministr pro strategické záležitosti                      | Avigdor Lieberman    | 30/10/2006 – 18/01/2008 | Jisra'el bejtejnu |
| ministr pro záležitosti penzistů                         | Rafi Ejtan           | celé                    | Gil               |
| ministr průmyslu, obchodu a práce                        | Eli Jišaj            | celé                    | Šas               |
| ministr rozvoje Negevu a Galileje                        | Šimon Peres          | 04/05/2006 – 13/06/2007 | Kadima            |
| ministr rozvoje Negevu a Galileje                        | Ja'akov Edri         | 04/07/2007 31/03/2009   | Kadima            |
| ministr sociální péče a sociálních služeb                | Ehud Olmert          | 04/05/2006 – 21/03/2007 | Kadima            |
| ministr sociální péče a sociálních služeb                | Jicchak Herzog       | 21/03/2007 – 31/03/2009 | Strana práce      |
| ministr spravedlnosti                                    | Chajim Ramon         | 04/05/2006 – 22/08/2006 | Kadima            |
| ministr spravedlnosti                                    | Cipi Livniová        | 29/11/2006 – 07/02/2007 | Kadima            |
| ministr spravedlnosti                                    | Daniel Friedmann     | 07/02/2007 – 31/03/2009 | nestraník         |
| ministryně školství                                      | Juli Tamirová        | celé                    | Strana práce      |
| ministr turismu                                          | Jicchak Herzog       | 04/05/2006 - 21/03/2007 | Strana práce      |
| ministr turismu                                          | Jicchak Aharonovič   | 21/03/2007 - 18/01/2008 | Jisra'el bejtejnu |
| ministr turismu                                          | Ruchama Avrahamová   | 14/07/2008 - 31/03/2009 | Kadima            |
| ministr vědy, kultury a sportu                           | Ofir Pines-Paz       | 04/05/2006 – 01/11/2006 | Strana práce      |
| ministr vědy, kultury a sportu                           | Ghálib Madžádala     | 21/03/2007 – 31/03/2009 | Strana práce      |
| ministr vnitra                                           | Roni Bar-On          | 04/05/2006 – 04/07/2007 | Kadima            |
| ministr vnitra                                           | Me'ir Šítrit         | 04/07/2007 – 31/03/2009 | Kadima            |
| ministr vnitřní bezpečnosti                              | Avi Dichter          | celé                    | Kadima            |
| ministryně zahraničních věcí                             | Cipi Livniová        | celé                    | Kadima            |
| ministr zdravotnictví                                    | Ja'akov Ben Jezri    | celé                    | Gil               |
| ministr zemědělství a rozvoje venkova                    | Šalom Simchon        | celé                    | Strana práce      |
| ministr bez portfeje                                     | Ejtan Kabel          | 04/05/2006 – 04/05/2007 | Strana práce      |
| ministr bez portfeje                                     | Ja'akov Edri         | 04/05/2006 – 04/07/2007 | Kadima            |
| ministr bez portfeje                                     | Jicchak Kohen        | 04/05/2006 – 14/01/2008 | Šas               |
| ministr bez portfeje                                     | Mešulam Nahari       | celé                    | Šas               |
| ministr bez portfeje                                     | Ghálib Madžádala     | 29/01/2007 – 21/03/2007 | Strana práce      |
| ministr bez portfeje                                     | Ruchama Avrahamová   | 04/07/2007 – 14/07/2008 | Kadima            |
| ministr bez portfeje                                     | Ami Ajalon           | 24/09/2007 – 16/12/2008 | Strana práce      |